# حیاط خلوت (فیلم ۱۹۲۰)
حیاط خلوت (انگلیسی: The Backyard) یک فیلم است که در سال ۱۹۲۰ منتشر شد. از بازیگران آن می‌توان به اولیور هاردی و جیمی اوبری اشاره کرد.